# Keszü
Keszü là một thị trấn thuộc hạt Baranya, Hungary. Thị trấn này có diện tích 7,31 km², dân số năm 2010 là 1344 người, mật độ 184 người/km².